# Phaegoptera
Phaegoptera is een geslacht van vlinders van de familie spinneruilen (Erebidae), uit de onderfamilie Arctiinae.

## Soorten
- P. albescens Travassos, 1955
- P. albimacula Jones, 1908
- P. alipioi Travassos, 1955
- P. chorima Schaus, 1896
- P. decrepida Herrich-Schäffer, 1855
- P. decrepidoides Rothschild, 1909
- P. depicta Herrich-Schäffer, 1855
- P. discisema Hampson, 1916
- P. fasciatus Rothschild, 1909
- P. flavopunctata Herrich-Schäffer, 1855
- P. flavostrigata Herrich-Schäffer, 1855
- P. fusca Travassos, 1955
- P. granifera Schaus, 1892
- P. hampsoni Rothschild, 1909
- P. histrionica Herrich-Schäffer, 1853
- P. irregularis Rothschild, 1916
- P. medionigra Reich, 1934

- P. nexa Herrich-Schäffer, 1855
- P. ochracea Joicey & Talbot, 1918
- P. picturata Burmeister, 1878
- P. pseudocatenata Travassos, 1955
- P. pulchra Travassos, 1955
- P. punctularis Herrich-Schäffer, 1855
- P. schaefferi Schaus, 1892
- P. sestia Druce, 1906
- P. superba Druce, 1911